# Jack Szostak
Jack William Szostak (Londres, 9 de novembro de 1952) é um biólogo molecular inglês, naturalizado estadunidense.
É conhecido por seus trabalhos sobre a telomerase, enzima que forma os telómeros durante a duplicação do DNA. Recebeu junto com Elizabeth Blackburn e Carol Greider o Nobel de Fisiologia ou Medicina de 2009.